# Wernau
Wernau là một thị trấn thuộc huyện Esslingen, bang Baden-Württemberg, tây nam Đức. Nơi đây nằm bên bờ sông Neckar, cách Stuttgart 25 km về phía đông nam.

## Danh sách thị trưởng
- 1945–1964-Friedrich Schönherr
- 1964–1984-Hans Wagner
- 1984–2007-Roger Kehle
- Từ năm 2007-Armin Elbl

Vào ngày 11 tháng 10 năm 2015, Elbl tái đắc cử với 93,43% số phiếu bầu.